# Paimio
Paimio (Pemar en sueco) es una ciudad finlandesa, situada en la región de Finlandia Propia. Tiene 10 517 habitantes y un área de 242,24 km², de los cuales 1,66 km² es agua. Fue fundada en 1325 y se convirtió en ciudad en 1997. El hospital de Paimio, construido en 1933, es de estilo funcionalismo, diseñado por Alvar Aalto. Cada verano se suele organizar una fiesta llamada
Viva Vista.